# Азаровое масло
Азаровое масло — один из видов растительных масел.
Различают два сорта азаровых масел: европейское и канадское. Оба сорта получают перегонкой с водой; выход европейского масла 1%, канадского 3,5—5%. По физическим свойствам и химическому составу оба масла в значительной степени различаются.
Азаровое масло европейское (Ol. Asari Europaei. Haselwurzöl, Ess. d’Asaret, Oil of Asarum Europ.), которое получается из корней растения Asarum europaeum (Европа, Кавказ и Сибирь). Европейское масло тяжелее воды (удельный вес 1,018—1,068), легко выделяет при стоянии и еще быстрее при охлаждении кристаллы; запах очень сильный, вкус жгучий; окрашено в тёмный цвет. Твердую составную часть масла составляет азарон (1,2,4-триметокси-5-пропенилбензол) С6Н2·С3Н5(ОСН3)3[2,4,5]. В жидкой части масла доказаны пинен и метилэвгенол.
Азаровое масло канадское (Ol. Asari Canadensis, Canadisches Schlangenwurzelöl, Ess. de Serpentaire du Canada, Oil of Canada Snake Root), которое получается из корней Asarum canadense (Северная Америка). Канадское масло легче воды (уд. вес 0,93—0,96), значительно светлее окрашено, азарона не содержит вовсе, а кроме пинена и метилэвгенола в нем доказано присутствие двух изомерных спиртов, состава C10H18O — азаролов. Один из спиртов этих кипит при 196°—199° и пахнет кориандром, другой кипит при 222°—226° и по запаху напоминает гераниол. Оба спирта в масле содержатся в свободном виде и в виде уксусных и валериановых эфиров. В XIX веке предполагалось, что при дальнейших исследованиях азаролы окажутся линалоолом и гераниолом.
Оба сорта применяются главным образом в парфюмерии. Канадским маслом иногда заменяется розовое и гераниевое.